# Aphloiaceae
Aphloiaceae is een botanische naam, voor een familie van tweezaadlobbige planten. Een familie onder deze naam wordt pas de laatste tijd erkend door systemen van plantentaxonomie, en ook door het APG-systeem (1998), het APG II-systeem (2003) en het APG III-systeem (2009).
De eerste twee plaatsen de familie niet in een orde, maar de APwebsite [10 dec 2006] en APG III plaatsen haar in de orde Crossosomatales.
Het gaat om een heel kleine familie van één soort, die voorkomt op Madagaskar en nabij Afrika.
Ook de naam Neumanniaceae is in gebruik geweest voor deze familie, mogelijk is dat zelfs de correcte naam.

## Geslachten[1]
- Aphloia Benn.